# 片岡周子
片岡 周子（かたおか しゅうこ ）は、日本の小説家。
慶應義塾女子高等学校在学中の2011年に、『玉響』（たまゆら）で第18回三田文学新人賞（吉増剛造奨励賞）を受賞した。

## 作品
- in・ザ・プール（「三田文学」2012年春季号）
- 真夜中のひとひら（「三田文学」2014年夏季号）
- 東京の背中（「三田文学」2015年秋季号）